# Ambavia gerrardii
Ambavia gerrardii (Baill.) Le Thomas – gatunek rośliny z rodziny flaszowcowatych (Annonaceae Juss.). Występuje endemicznie we wschodniej części Madagaskaru.

## Morfologia
PokrójZimozielone drzewo lub krzew. Dorasta do 3–12 m wysokości.
LiścieMają kształt od owalnego do eliptycznie lancetowatego. Mierzą 4–9 cm długości oraz 2,5–3 cm szerokości. Są skórzaste. Nasada liścia zbiega po ogonku. Blaszka liściowa jest o spiczastym wierzchołku. Ogonek liściowy jest nagi i dorasta do 6–12 mm długości.
KwiatySą zebrane w wierzchotki, rozwijają się w kątach pędów. Mają białą barwę. Działki kielicha mają prawie trójkątny kształt, są lekko owłosione i dorastają do 1–2 mm długości. Płatki mają kształt od owalnego do trójkątnego, osiągają do 3–6 mm długości, różnią się od siebie. Kwiaty mają 3–5 owocolistków o odwrotnie jajowatym kształcie i długości 1–2 mm.
OwocePojedyncze mają kształt od kulistego do elipsoidalnego, zebrane po 3 w owoc zbiorowy. Są siedzące. Osiągają 20 mm długości i 13 mm szerokości. Mają fioletową barwę.

## Biologia i ekologia
Rośnie w wilgotnych lasach. Występuje na wysokości do 500 m n.p.m.